# Sant Hipòlit de Voltregà
Sant Hipòlit de Voltregà (spanisch San Hipólito de Voltregá) ist eine katalanische Gemeinde (Municipio) mit 3.687 Einwohnern (Stand: 2024) in der Provinz Barcelona im Nordosten Spaniens. Sie liegt in der Comarca Osona.

## Geographie
Sant Hipòlit de Voltregà liegt etwa 85 Kilometer nordnordöstlich von Barcelona in einer durchschnittlichen Höhe von 535 m.

## Demografie
| 1900 | 1930 | 1950 | 1970 | 1981 | 1991 | 2001 | 2011 | 2021 |
| ---- | ---- | ---- | ---- | ---- | ---- | ---- | ---- | ---- |
| 1631 | 1820 | 1925 | 3144 | 3141 | 2981 | 3049 | 3547 | 3547 |

## Sehenswürdigkeiten

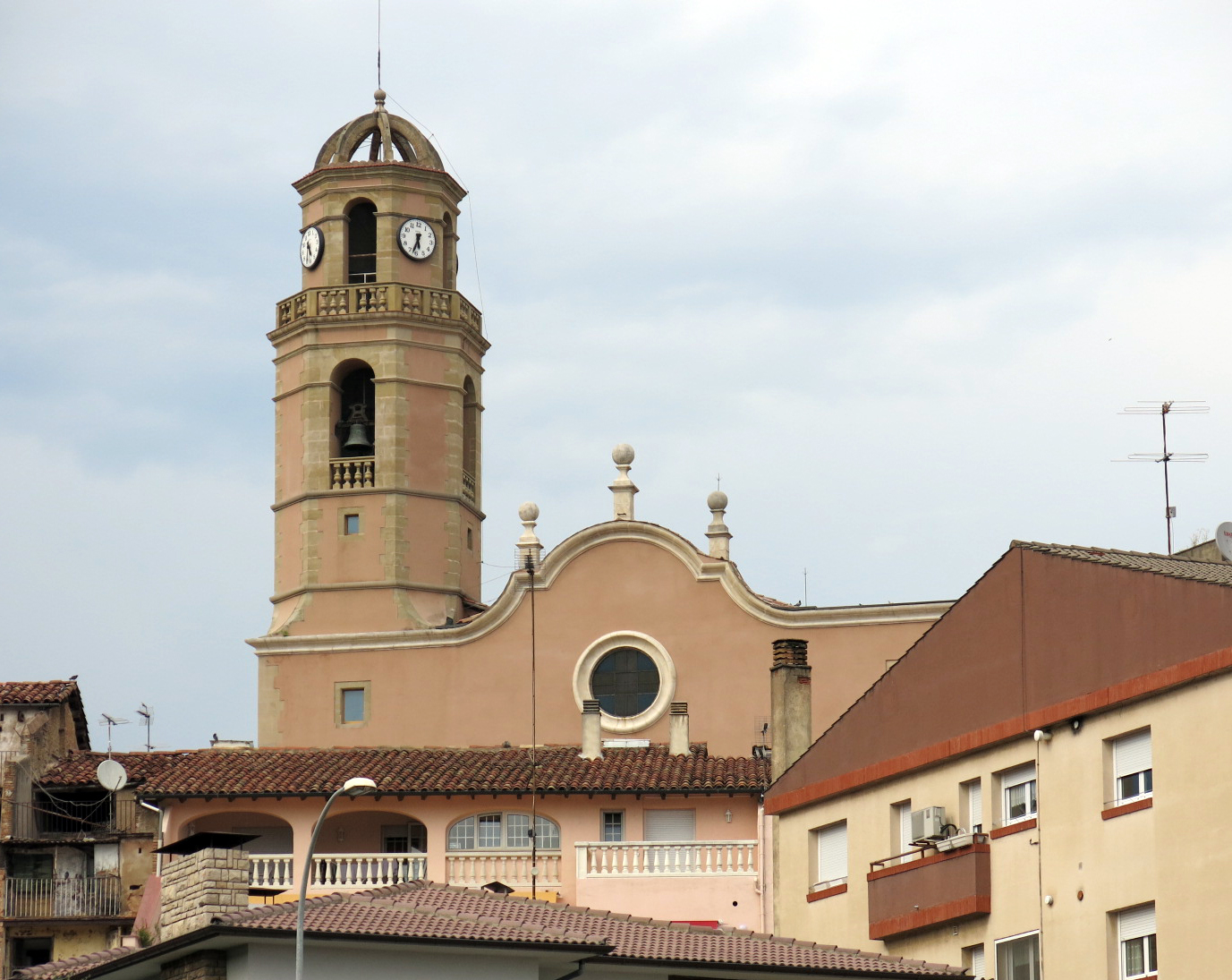
Hippolytkirche
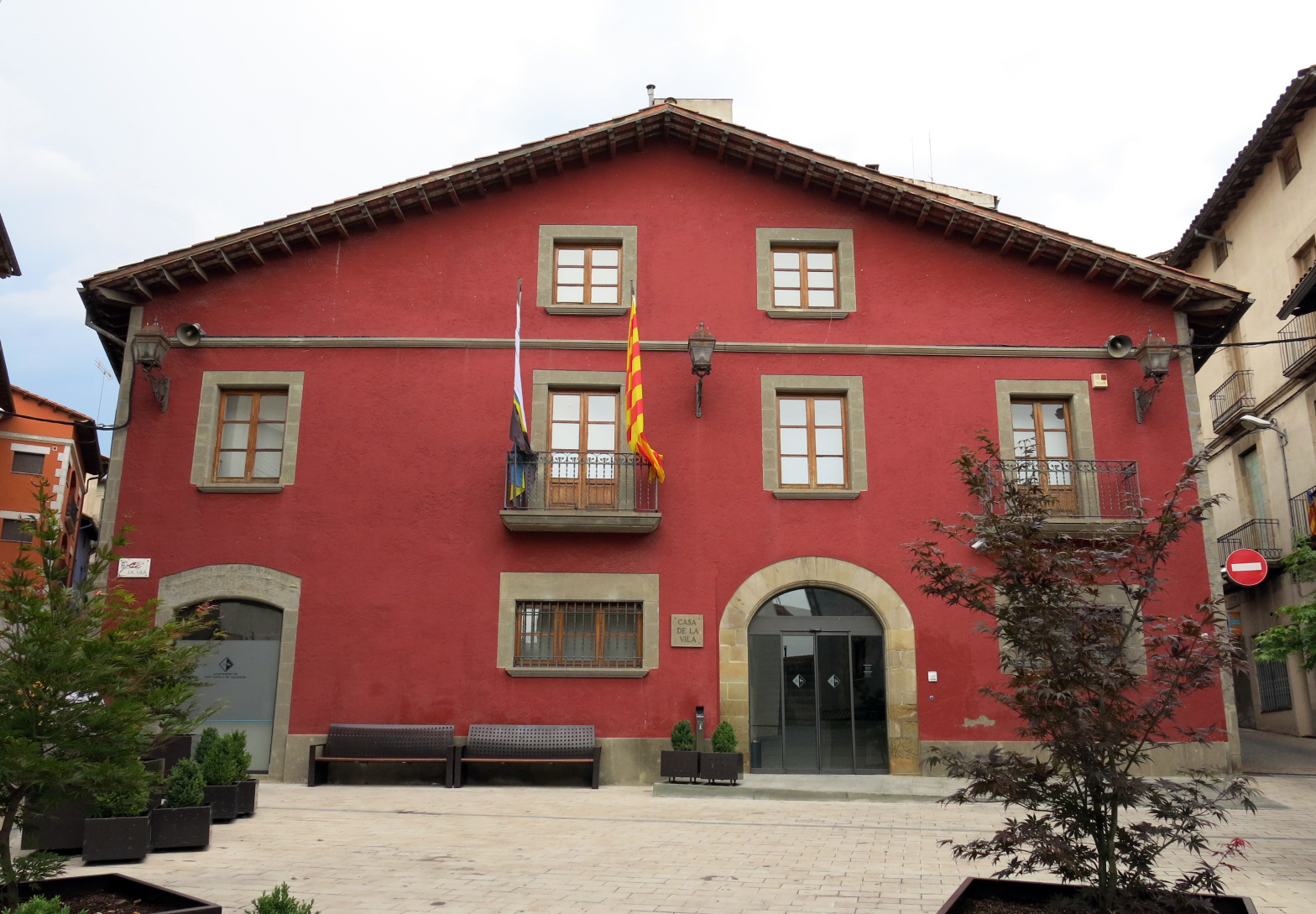
Rathaus

- Hippolytkirche
- Rathaus

## Persönlichkeiten
- Gaspar Remisa (1784–1847), Bankier und Marques von Remisa
- Juan María Roma (1870–1946), Schriftsteller
- Pere Puig Subinyà (1914–1999), Politiker und Unternehmer
- Josep Maria Sala y Boix (* 1964), Fußballspieler

## Gemeindepartnerschaft
Mit der französischen Gemeinde Saint-Hippolyte-de-la-Salanque besteht eine Partnerschaft.